# Філіп Джексон
Фі́ліп Дже́ксон (англ. Philip Jackson; нар. 18 червня 1948, Ретфорд, Велика Британія) — англійський актор, відомий українському глядачеві насамперед як виконавець ролі інспектора Джеппа в телесеріалі «Пуаро Агати Крісті».

## Життєпис
Закінчив Бристольський університет за професією актор. Там же почав виступати на сцені театру. Пізніше працював в театрах Ліверпуля, Лондона і Лідса.
Дебютував у кіно 1974 року, знявшись у фільмі «Каша». У 1980-их став знаменитим завдяки ролям у серіалах «Плече до плеча», «Останній Салют» та «Робін із Шервуда». Знявся у 20 кінофільмах, серед яких «Лікар і дияволи», «Високі надії», «Опіумна війна» та інші.
У 1999 році був номінований на Премію Гільдії кіноакторів США у категорії «Найкращий акторський склад в ігровому кіно» за роль Джорджа в комедії «Голосок».
1988 року був обраний на роль інспектора Джеппа на зйомках серіалу «Пуаро Агати Крісті». Зіграв цю роль у 41-й серії протягом 1989―2001 років та в заключних серіях у 2013 році.
Джексон одружений з кіноактрисою Салі Бакстер, у них двоє дітей.

## Фільмографія

### Серіали
- 1962–1978 — Автомобілі Z / Z Cars — Джой
- 1965–1983 — BBC: П'еса місяця / BBC Play of the Month
- 1973–2010 — Бабине літо / Last of the Summer Wine — Гордон
- 1974–1977 — Вівсянка / Porridge — Мелвін «Ділан» Боттомлі
- 1980–1984 — М'який дотик / The Gentle Touch — Флінн
- 1984–1986 — Робін із Шервуда / Robin of Sherwood — Абат Х'юго де Рейно
- 1989–2013 — Пуаро Агати Крісті / Poirot — Старший інспектор Джепп
- 2004 — Вбивство в передмісті / Murder in Suburbia
- 2009 — Королева / The Queen — Гарольд Вілсон
- 2009 — Суто англійські вбивства / Midsomer Murders — Деніел Снейп

### Фільми
- 1976 — Тиск / Pressure — 2-й офіцер CID
- 1985 — Доктор і дияволи / The Doctor and the Devils — Ендрю Мері-Ліс
- 1987 — Четвертий протокол / The Fourth Protocol — Баркіншоу
- 1998 — Голосок / Little Voice — Джордж
- 2005 — Свідок на весіллі / The Best Man — Містер Баркер
- 2005 — Прогулянка на небеса / A Little Trip to Heaven — Вільям
- 2009 — Маргарет Тетчер (ТБ) / Margaret — Бернард Інгхем
- 2009 — 7 днів і ночей з Мерилін / My Week with Marilyn / Роджер Сміт
- 2012 — Спайк Айленд / Spike Island — Містер Джексон
- 2014 — День Святого Патріка / Patrick's Day — Джон Фрімен